# Рейнхайм, Доавид
Доа́вид Ре́йнхайм (фар. Dávid Reynheim; род. 24 января 2008 года в Торсхавне, Фарерские острова) — фарерский футболист, нападающий итальянского клуба «Торино».

## Клубная карьера
Доавид является воспитанником «ХБ». 2 марта 2024 года он результативно дебютировал за родной клуб в победном матче Суперкубка Фарерских островов с клаксвуйкским «КИ». 8 дней спустя форвард провёл первую игру в фарерской премьер-лиге, отыграв 66 минут против «НСИ». 5 августа Доавид открыл счёт своим голам на турнире, поразив ворота «Скоалы». Всего за «ХБ» нападающий провёл 6 встреч в высшей фарерской лиге.
6 сентября 2024 года Доавид стал игроком юношеской команды итальянского «Торино».

## Международная карьера
Доавид представляет Фарерские острова на юношеском уровне. В 2022 году он играл за юношескую сборную Фарерских островов до 15 лет и отметился 1 забитым голом в 5 матчах. С 2023 года форвард является членом юношеской сборной до 17 лет, за которую провёл 9 игр и забил 2 мяча.

## Достижения
«ХБ Торсхавн»
- Обладатель Суперкубка Фарерских островов (1): 2024

## Личная жизнь
Доавид — сын известного фарерского футболиста и тренера Кори Рейнхайма.